# Historia de los oráculos
La Historia de los oráculos (Histoire des oracles en su título original en francés) es un texto escrito por del filósofo francés Fontenelle y publicado en 1687, en el que denuncia la superstición desacreditando los oráculos, los milagros y sembrando la duda acerca de todo lo sobrenatural.

## Cronología
En 1683, un médico neerlandés llamado Antonius van Dale, había publicado dos largas y compactas disertaciones en latín acerca de los oráculos. Al caer en manos de Fontenelle este libro, pensó divulgar entre los lectores franceses una obra que consideraba interesante y útil, con lo que suprimió, abrevió y modificó las dos disertaciones, que estaban llenas de erudición y ciencia, pero resultaban demasiado prolijas y confusas, eliminando del original latino sus aspectos más duros.
Plagada de reflexiones agudas y de fina ironía, la obra, que era aburrida e ilegible pasa a ser interesante, pero también y por la misma razón se convierte en más peligrosa ya que no sólo ataca a los antiguos paganos que atribuían los oráculos a sus dioses, sino también a los cristianos de todos los siglos, que los atribuían a los demonios.
Así, y al igual que había hecho en su obra Sobre el origen de las fábulas, Fontenelle aprovecha el ataque al paganismo para lanzar andanadas contra el cristianismo. A pesar de todas las reservas que expresa, Fontenelle inicia una dura polémica religiosa. En 1707, el jesuita Baltus ve en ella "la despreciable ponzoña, el funesto veneno de la impiedad" y sugiere en una Respuesta a la Historia de los oráculos que la obra no se ajusta a la ortodoxia. A pesar de la provocación de Baltus, Fontenelle no contestó, no por falta de ganas, sino por las advertencias de sus amigos, los también jesuitas Lallemant y Doucin, que le hicieron saber que probablemente acabara en la Bastilla si respondía.
Hubo, sin embargo, otros defensores de la obra. Sébastien Leclerc lo hizo y César Chesneau Dumarsais estaba a punto de publicar una respuesta cuando recibió la orden explícita de no hacerlo. El padre Michel Le Tellier aprovechó la ocasión para acusar a Fontenelle de haber incitado a Dumarsais a responder y de acusar de ateísmo a Luis XIV. Fontenelle estuvo en grave peligro, del que le libró la intervención del teniente general de la Policía d’Argenson.

## Fuente
- Histoire des oracles, Ed. Louis Maigron, París, Hachette, 1908.

- Datos: Q3137556